# Le Retour du Chinois
Pour plus de détails, voir Fiche technique et Distribution.
Le Retour du Chinois (The Protector) est un film américano-hongkongais  réalisé par James Glickenhaus, sorti en 1985.

## Synopsis
Billy Wong est un flic dur-à-cuire de New York. Lorsqu'on lui assigne un nouvel équipier, il doit démêler une affaire des plus dangereuses. La fille d'un riche homme d'affaires a été enlevée et l'enquête mène les deux policiers jusqu'à Hong Kong, où ils mettent au jour un important réseau de trafic de drogue.

## Fiche technique
- Titre français : Le Retour du Chinois
- Titre original : The Protector
- Réalisation : James Glickenhaus
- Scénario : James Glickenhaus
- Musique : Ken Thorne
- Photographie : Mark Irwin
- Montage : Evan A. Lottman (de) & Barbara Minor
- Production : David Chan
- Sociétés de production : Golden Harvest Company & Golden Way Films Ltd.
- Société de distribution : Warner Bros.
- Pays de production :  États-Unis,  Hong Kong
- Langue : anglais, cantonais
- Format : Couleur - Dolby - 35 mm - 1.85:1
- Genre : Policier, action
- Durée : 91 min
- Dates de sortie en salles :
  - États-Unis : 23 août 1985
  - Hong Kong : 11 juillet 1985
  - France : 24 juillet 1985

## Distribution
- Jackie Chan (VF : Dominique Collignon-Maurin) : Billy Wong
- Danny Aiello (VF : Alain Dorval) : Danny Garoni
- Sandy Alexander (VF : Marc de Georgi) : le chef du gang
- Victor Arnold (VF : Marc Cassot) : le capitaine de police
- Kim Bass (VF : Thierry Ragueneau) : Stan Jones
- Roy Chiao (VF : Pierre Hatet) : Harold Ko
- Richard Clarke (VF : Roland Ménard) : le superintendant Whitehead
- Patrick James Clarke (VF : Hervé Bellon) : Michael Alexander
- Saun Ellis (VF : Annie Balestra) : Laura Shapiro
- Tse Hung (VF : Georges Aubert) : le diseur de bonne aventure
- Moon Lee (VF : Agathe Mélinand) : Soo Ling
- Ronan O'Casey (VF : Claude d'Yd) : le commissaire
- Ron Parady (VF : Jacques Brunet) : Bob Cantrell
- Bill Wallace (VF : Daniel Gall) : Benny Garucci
- Wai Shum (VF : Jacques Ferrière) : le responsable du salon de massage (non crédité)
- Chun Yang (VF : Jacques Thébault) : Lee Hing (non crédité)

## Commentaires
Pendant le tournage, Jackie Chan a été pris en photos aux côtés de Pierre Richard de passage à Hong Kong, venu sur le tournage du film.

## Accueil

### Box-office
- États-Unis : 981 817 $ US[1]
- Hong Kong : 13 917 612 $ HK[2]
- France : 487 749 entrées[1]